# 단막극
단막극(單幕劇, one-act play)은 많은 막을 거쳐 극이 전개되는 다른 연극들과 달리, 1막만으로 이루어진 희곡을 말한다. 단막극은 하나 이상의 장면으로 이루어져 있다. 최근에는 "플래시 드라마"라고 하는 10분짜리 연극이 단막극의 하위 장르로서 인기를 끌고 있다. 단막극의 기원은 희곡의 시초 때까지 거슬러 올라가며, 고대 그리스 시대에 에우리피데스의 사티로스극 《키클롭스》가 좋은 예이다.

## 구성
장르 구분 없이, 각본을 만들어지기까지, 완성도를 높은 픽션과 모티브로 실제와 다름 없는 이야기를 담으면서, 연기력이 검증되지 않은 연극 배우와 무명 배우들을 드라마 주연급에 전격 기용하고 있으나 TV 단막극은 깊은 삶의 내면을 작품의 소재로 삼는 터라 일요일 오전 나른한 분위기에 어울리지 않는다.

## 극본 공모
참가 자격은 제한이 없고, 워드프로세서 프로그램에 A4 용지 30매 내외 작성하신 후에 각 방송사의 온라인 접수 또는 전자우편으로 제출한다.

## 같이 보기
- 독백극(모노드라마)
- 드라마시티 (KBS)
- 베스트극장 (MBC)
- 미니시리즈